# Khải thị

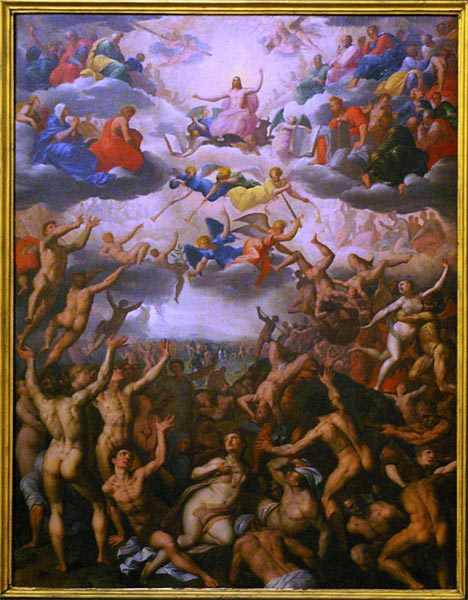
"Khải thị phán xét cuối cùng" do Jacob de Backer vẽ.

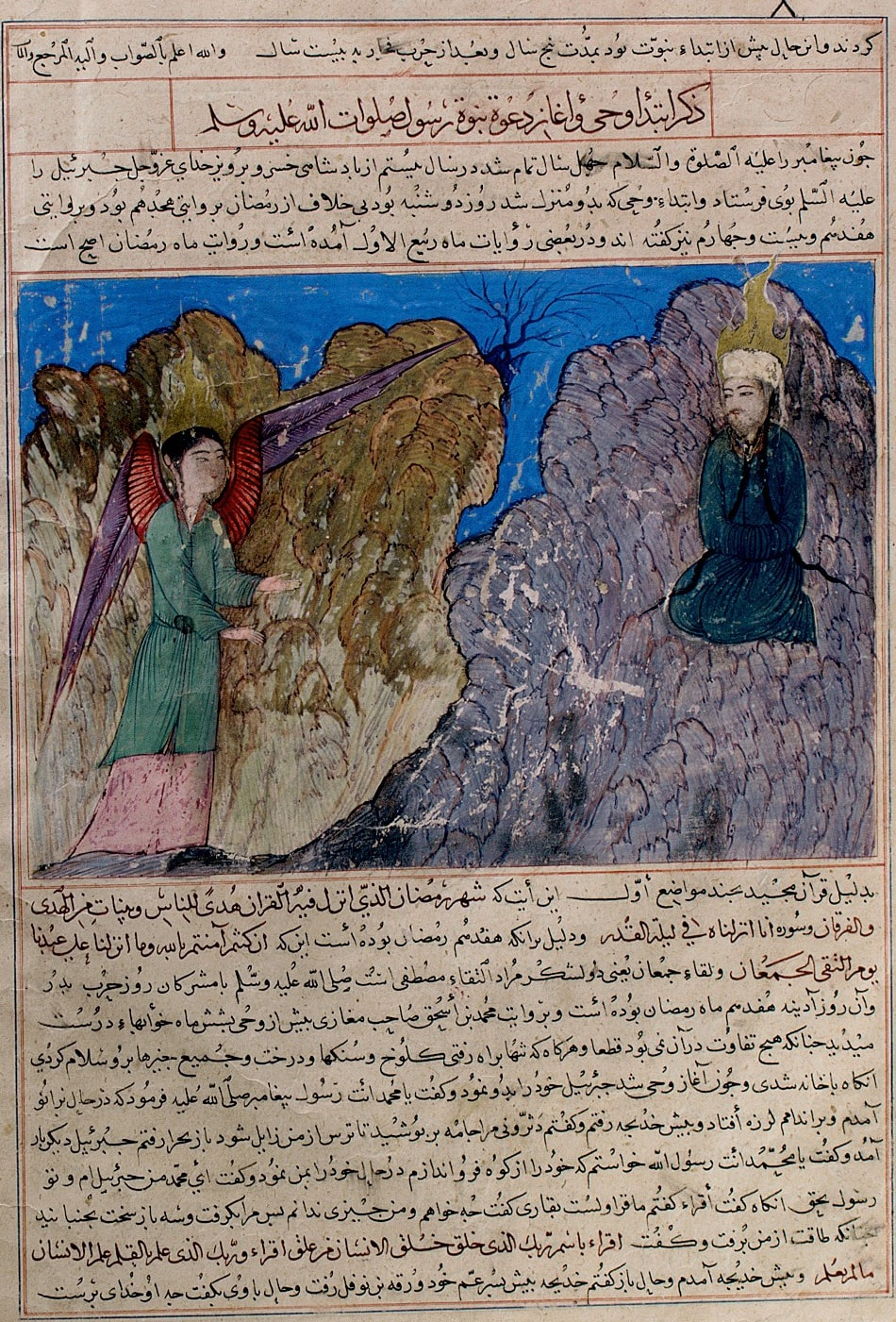
Những lời dự ngôn của Muhammad và kêu gọi triệu tập của sự khải thị đầu tiên.

Khải thị (chữ Anh: Revelation), hoặc gọi là thần khải, thiên khải, mạc khải, có hai định nghĩa:
1. Chỉ đấng Siêu việt hoặc Thượng đế, Thần thánh, tự mình thị hiện hoặc minh thị trước tất cả mọi người bằng những phương thức khác nhau.
2. Thuật ngữ của thần học Cơ Đốc giáo, nghĩa gốc là "mở mạng che mặt", "kéo mở bức màn", chỉ việc Thiên Chúa minh thị cho mọi người về tất cả những gì thuộc về lĩnh vực thần thánh, con người chưa biết, chủ yếu là minh thị về bản thân Thiên Chúa và sự thần bí về ơn cứu rỗi của Ngài cho mọi người.

## Từ nguyên
Khải thị bắt nguồn từ chữ ἀποκάλυψις - tiếng Hi Lạp cổ, nghĩa là "lấy phương thức dụ chỉ của Chúa để mở ra chân lí bị che giấu", chỉ việc Thiên Chúa đem ý chỉ của Ngài truyền đạt cho thế nhân, khiến cho họ tránh phạm tội, sau khi chết có thể vào Thiên quốc, hưởng vĩnh phúc. Khải thị có các con đường chủ yếu bên dưới:
1. Thông qua tất cả hiện tượng tự nhiên như vòng lặp tuần hoàn xuân hạ thu đông, cho thấy rõ sự thâm áo vi diệu do Thiên Chúa sáng tạo;
2. Thông qua Thánh kinh khiến cho mọi người phân biệt rõ ràng chân nguỵ, khu biệt rõ ràng thiện ác, tiếp nhận chân lí của Chúa;
3. Thông qua Chúa Giê-xu Ki-tô được Thiên Chúa nhập thể, làm sáng tỏ chân lí của Thiên Chúa cho thế nhân.[4]

Khải thị của Cơ Đốc giáo chia làm hai loại: khải thị tự nhiên và khải thị đặc thù. Khải thị tự nhiên chủ yếu chỉ việc Thiên Chúa minh thị sự tồn tại và vĩ đại của Ngài dựa vào tự nhiên do Ngài sáng tạo nên. Khải thị đặc thù chủ yếu chỉ việc Thiên Chúa minh thị bản thân và kế hoạch ơn cứu rỗi của Ngài dựa vào các hoạt động của Ngài trong lịch sử. Ví dụ như trong Cựu ước, Ngài dẫn người Israel ra khỏi Ai Cập, dựa vào thông tin truyền miệng của tiên tri gửi đến dân tộc của ông ta. Nhưng sự khải thị tối cao của Cơ Đốc giáo là Ngôi Lời trở nên xác thịt - Chúa Giê-xu Ki-tô được Thiên Chúa nhập thể, đã khải thị một cách hoàn mĩ hình tượng của Thiên Chúa cho nhân loại (Giăng 1:14-18), hơn nữa ông còn chịu nạn trên thập tự giá, hiển thị phục sinh vào ngày thứ ba, đồng thời cũng hoàn thành ý chỉ cứu rỗi của Thiên Chúa. Cơ Đốc giáo cho biết loài người chỉ có thông qua sự khải thị của bản thân Thiên Chúa mới có thể nhận biết chân lí, nhận biết thế giới và nhận biết vận mệnh của loài người một cách chính xác, do đó Cơ Đốc giáo là một tôn giáo khải thị.

## Tóm tắt
Khải thị chỉ sự hiển hiện của bản thân Thiên Chúa trước con người trong Cơ Đốc giáo.
Chữ La-tinh của khải thị là revelatio, nghĩa gốc là "mở mạng che mặt", "kéo mở bức màn", nghĩa là đem những gì giấu cất sau bức màn hiển thị ra ngoài, Cơ Đốc giáo dùng nó để biểu thị sự hiển hiện của bản thân Thiên Chúa. Theo lí giải của Cơ Đốc giáo, bởi vì Thiên Chúa là vô hạn, nhưng mà nhận thức của con người là hữu hạn, cho nên nếu con người muốn biết được Thiên Chúa, thì cần phải nương tựa vào chính bản thân Thiên Chúa chủ động hiển hiện trước con người, đây chính là hành vi khải thị của Thiên Chúa.
Sự khải thị của Thiên Chúa chia làm hai loại: khải thị phổ biến (general revelation) và khải thị đặc thù (special revelation).
1. Khải thị phổ biến, tức là Thiên Chúa thông qua giới tự nhiên, lịch sử loài người và nội tâm của con người mà minh hiển trước con người.
2. Khải thị đặc thù, tức là Thiên Chúa hiển hiện bản thân trước những người cụ thể ở một thời gian và địa điểm cụ thể, điều này thể hiện rõ ràng nhất ở chỗ Thiên Chúa thông qua Ngôi Lời trở nên xác thịt - Chúa Giê-xu Ki-tô được Thiên Chúa nhập thể, đem bản thân khải thị ra ngoài trước con người, đây cũng là nội dung cốt lõi của Thánh kinh.

Cái mà khải thị phổ biến biểu lộ chính là sự tồn tại vinh diệu của Thiên Chúa, cái mà khải thị đặc thù biểu lộ chính là lịch sử cứu rỗi của Thiên Chúa. Loại hình thần học tương ứng với khải thị phổ biến và khải thị đặc thù là thần học tự nhiên (en) và thần học khải thị. Thần học tự nhiên là thần học do con người dựa vào lí tính và kinh nghiệm mà nhận thức Thiên Chúa, thần học khải thị là thần học do con người dựa vào sự khải thị của bản thân Thiên Chúa mà nhận thức Thiên Chúa, bước vào trong lịch sử cứu rỗi của Thiên Chúa.
Cốt lõi của khái niệm "khải thị" trong Cơ Đốc giáo nằm ở, bên chủ động của hành vi khải thị chính là bản thân Thiên Chúa.  Khác với thần học truyền thống, thần học khải thị nhấn mạnh thêm nhận thức của con người về Thiên Chúa khải thị, con người là chủ thể nhận thức Thiên Chúa khải thị, thần học hiện đại thường nhấn mạnh thêm sự khải thị là sự khải thị của chính bản thân Thiên Chúa, cũng là làm nổi bật thêm khía cạnh Thiên Chúa là chủ thể của khải thị.

## Tôn giáo khải thị
Tôn giáo khải thị (revealed religion), là chỉ một loại nhánh phái tôn giáo và trào lưu tư tưởng phủ nhận lí tính và khoa học, sùng thượng tín ngưỡng, hoặc cho rằng lí tính phải phục tòng tín ngưỡng, hơn nữa tín ngưỡng phải đến từ khải thị của thần thánh. Khải thị nghĩa gốc là "hiển lộ", "cởi bỏ mạng che mặt". Điều này chỉ ra rằng, chân lí không thể được vạch trần nếu chỉ dựa vào lí tính. Thánh kinh do Cơ Đốc giáo và Do Thái giáo tôn thờ được cho là bản ghi chép về Thiên Chúa khải thị, nó là hòn đá tảng của tín ngưỡng, cơ sở của nhận thức. Tôn giáo khải thị có lịch sử phát triển dài dằng dặc.
Tertullian - giáo phụ La-tinh, phủ nhận lí tính và khoa học, cho biết chỉ có linh hồn tin thờ Thiên Chúa một cách thật lòng phục tòng, chịu sự ảnh hưởng của Thiên Chúa dẫn đến phản ứng, thì mới có thể thu hoạch được tri thức và chân lí liên quan đến Thiên Chúa. Augustine cho rằng tất cả những gì trên thế giới đều do Thiên Chúa an bài, tiên liệu, cho nên nhận thức về thế giới không thể tựa vào lí tính, chỉ có thể tựa vào tình yêu của linh hồn dành cho Thiên Chúa, tựa vào sự chiếu sáng của khải thị thần bí để đạt thành, lí tính chỉ có thể lí giải hoặc giải thích tín ngưỡng và Thánh ý Thiên Chúa. Tư tưởng khải thị trong giáo phụ học (en) là sự kế thừa của triết học kinh viện, Anselm cho biết quan niệm Thiên Chúa tuyệt đối hoàn mĩ tồn tại trong mỗi một lòng người chính là chân lí khải thị, đồng thời đề xuất "tin thờ trước, lí giải sau", cho rằng đối với các chân lí khải thị trong Thánh kinh trước tiên phải tuân thủ tín ngưỡng, rồi sau hãy dần dần lí giải nó, nhiệm vụ của lí tính chỉ là nhận thức Thiên Chúa, luận chứng giáo lí, hồi đáp sự nghi hoặc của mọi người trong phương diện giáo lí tôn giáo, khiến cho lí tính hoàn toàn nương tựa vào tín ngưỡng.